# Hyadaphis albus
Hyadaphis albus är en insektsart. Hyadaphis albus ingår i släktet Hyadaphis och familjen långrörsbladlöss. Inga underarter finns listade i Catalogue of Life.